# Kjelvik
Kjelvik (nordsamiska: Goaskinvággi) var Magerøyas största tätort, bortsett från Honningsvåg, tills tyskarna 1944 evakuerade och brände mycket av bebyggelsen i Finnmark och Nord-Troms i norra Norge. Kjelvik hade i början av 1900-talet ca 80 invånare, varav de flesta var ättlingar till finska invandrare. År 1930 hade Kjelvik 236 invånare, men efter andra världskriget fanns det inga fastboende kvar. Under den tyska ockupationen av Norge från 1940 var det ingen tysk närvaro i Kjelvik förrän i slutet av ockupationen år 1944, då tyskarna brände ner husen. Det utsatta läget gjorde att orten bara delvis återuppbyggdes efter förstörelsen, och platsen blev efter hand helt öde.
Kjelviks kommun var fram till 1950 namnet på dagens Nordkapps kommun. Kommunen skildes från Kistrands kommun 1861. Då de motoriserade fiskebåtarna tog över omkring år 1900 var hamnen i Kjelvik inte längre lämplig, och platsen miste med tiden sin betydelse. Ett exempel på hur betydande Kjelvik en gång var som fiskeläge är känt genom att en Haldor från Kjelvik på 1500-talet ägde eller disponerade en gård vid Vågen i Bergen. Platsen är utmärkt som "Kelwyck" på Gerardus Mercators karta Atlas Minor från 1613.
Kjelviks kyrka från 1844 var åttakantig, (liksom Dverbergs kyrka tecknad av Christian H. Grosch), och var då den enda kyrkan på Magerøya. Den blev helt ödelagd av en orkan 1882. Kyrkplatsen flyttades därefter till Honningsvåg.

## Bilder

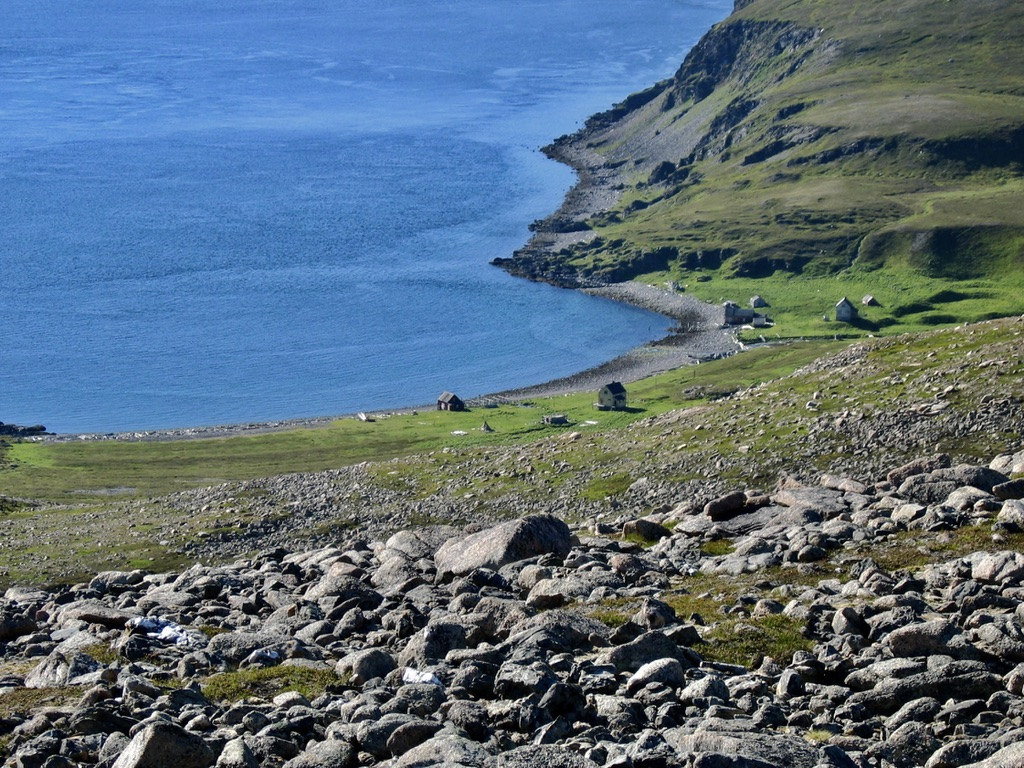
Kjelviksbukten.
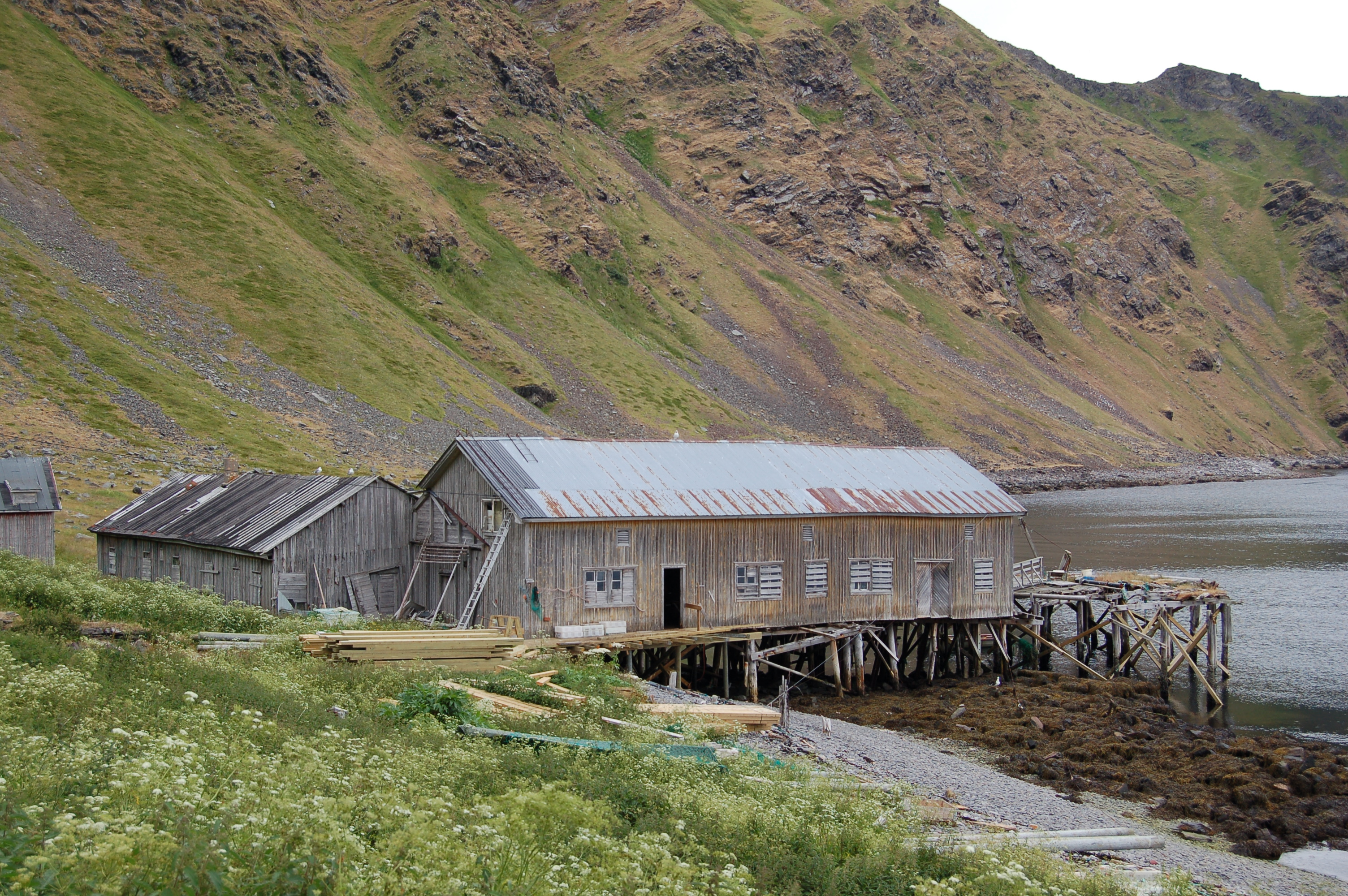
Bevarad fiskberedningsfabrik, Kjelvik brygge, 2014.
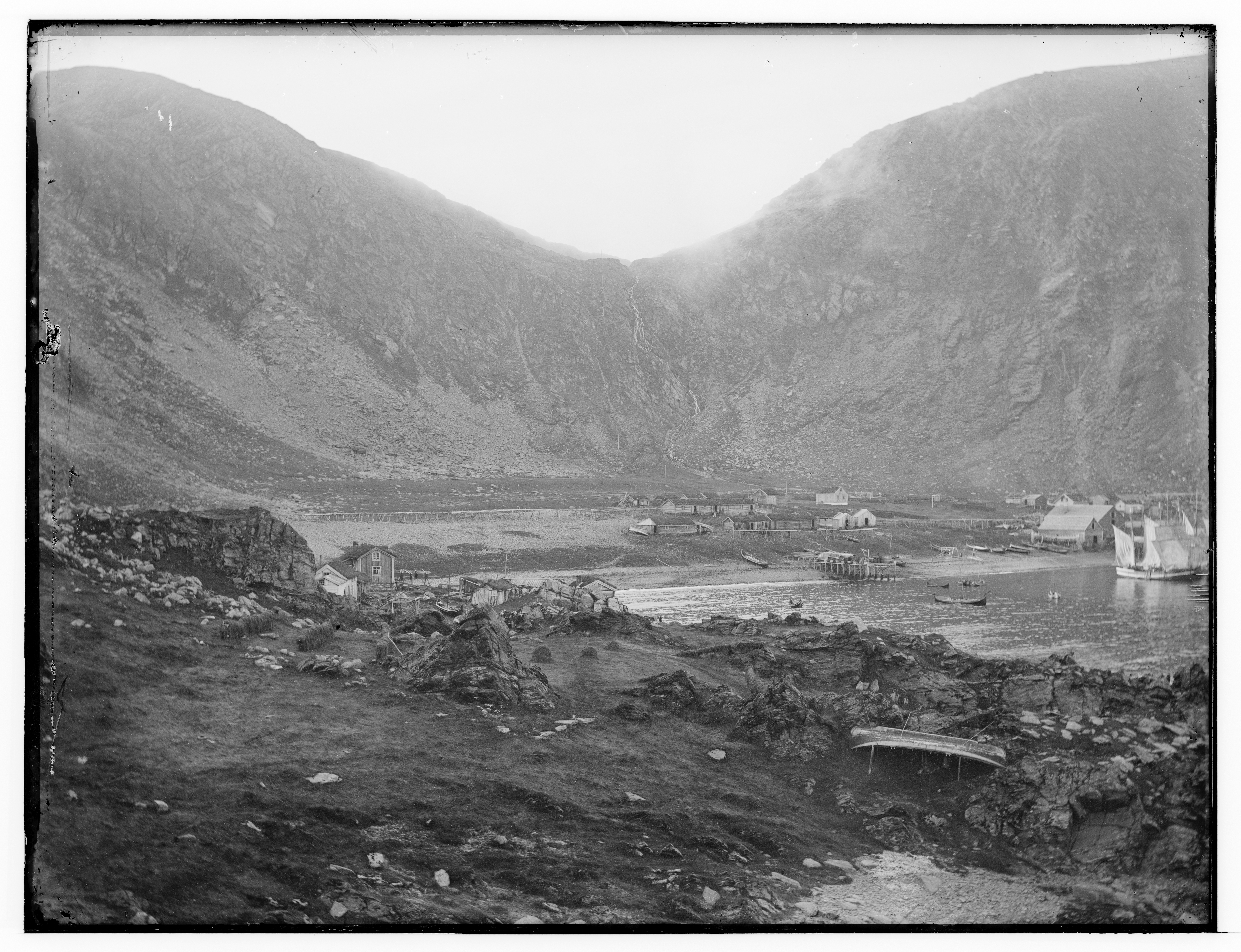
Kjelvik, mellan 1900 och 1910.
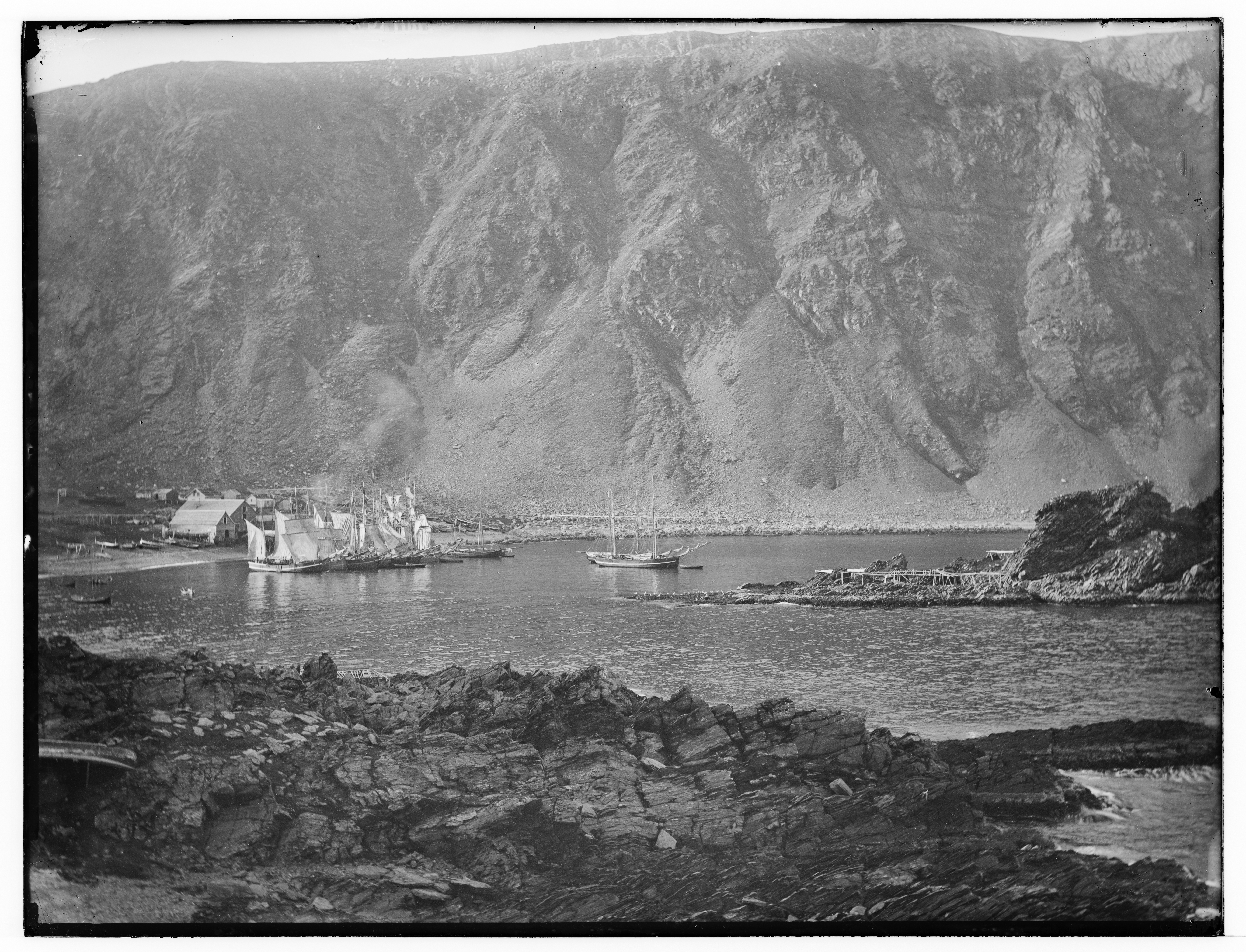
Hamnen, mellan 1900 och 1910.